# Đinh Việt Dũng
Đinh Việt Dũng (sinh ngày 10 tháng 9 năm 1972) là chính trị gia nước Cộng hòa xã hội chủ nghĩa Việt Nam. Ông hiện là Ủy viên Ban Thường vụ Tỉnh ủy, Chủ nhiệm Ủy ban Kiểm tra Tỉnh ủy Ninh Bình, Trưởng đoàn Đại biểu Quốc hội khóa XV tỉnh Ninh Bình. Ông từng là Bí thư Huyện ủy, Chủ tịch Hội đồng nhân dân huyện Kim Sơn; Giám đốc Sở Kế hoạch và Đầu tư; và Chánh Văn phòng Tỉnh ủy Ninh Bình.
Đinh Việt Dũng là đảng viên Đảng Cộng sản Việt Nam, học vị Thạc sĩ Kinh tế, Cao cấp lý luận chính trị. Ông có sự nghiệp đều công tác ở quê nhà Ninh Bình.

## Xuất thân và giáo dục
Đinh Việt Dũng sinh ngày 10 tháng 9 năm 1972 tại xã Khánh An, huyện Yên Khánh, tỉnh Ninh Bình. Ông lớn lên và tốt nghiệp 12/12 ở Yên Khánh, lên thủ đô Hà Nội theo học đại học và có bằng Cử nhân Kinh tế, sau đó học tiếp cao học và có bằng Thạc sĩ Kinh tế. Ông được kết nạp Đảng Cộng sản Việt Nam vào ngày 5 tháng 2 năm 2001, là đảng viên chính thức sau đó 1 năm, từng tham gia khóa học chính trị và có trình độ Cao cấp lý luận chính trị tại Học viện Chính trị Quốc gia Hồ Chí Minh. Ông hiện cư trú ở phố Phúc Thiện, phường Phúc Thành, thành phố Ninh Bình.

## Sự nghiệp
Tháng 1 năm 1993, sau khi tốt nghiệp đại học, Đinh Việt Dũng được nhận vào làm ở Công ty Sản xuất – Xuất nhập khẩu Ninh Bình, một doanh nghiệp nhà nước thuộc Ban Tài chính – Quản trị của Tỉnh ủy Ninh Bình, bắt đầu ở vị trí cán bộ xuất nhập khẩu. Sau hơn 3 năm làm việc ở đây, đến tháng 5 năm 1996 thì ông được nâng ngạch lên chuyên viên thuộc Ủy ban nhân dân tỉnh Ninh Bình, công tác ở Sở Kế hoạch và Đầu tư tỉnh. Sau đó gần 10 năm, vào tháng 6 năm 2005, ông được điều chuyển sang làm chuyên viên Phòng Ngoại vụ của Văn phòng Ủy ban nhân dân tỉnh, và là Trưởng Phòng Ngoại vụ từ tháng 10 năm 2006, đồng thời là Ủy viên Ban Chấp hành Đảng bộ Văn phòng Ủy ban nhân dân tỉnh, Bí thư Chi bộ Ngoại vụ từ tháng 10 năm 2008. Tháng 1 năm 2012, ông được điều về huyện Yên Mô, là Ủy viên Ban Chấp hành Huyện ủy, Phó Chủ tịch Ủy ban nhân dân huyện Yên Mô. Sau đó 3 năm, ông trở lại tỉnh, nhậm chức Phó Chánh Văn phòng Tỉnh ủy từ tháng 6 năm 2015, sau đó 3 tháng thì được bầu vào Ban Chấp hành Đảng bộ tỉnh tại Đại hội Đảng bộ tỉnh Ninh Bình lần thứ XXI, nhiệm kỳ 2015–2020. Sang tháng 3 năm sau, ông được thăng chức làm Chánh Văn phòng Tỉnh ủy, và là Bí thư Đảng ủy Văn phòng Tỉnh ủy từ tháng 6 cùng năm.
Vào tháng 2 năm 2020, Đinh Việt Dũng được bổ nhiệm làm Bí thư Đảng ủy, Giám đốc Sở Kế hoạch và Đầu tư tỉnh Ninh Bình. Đến tháng 10 cùng năm, tại Đại hội Đảng bộ tỉnh Ninh Bình lần thứ XXII, nhiệm kỳ 2020–2025, ông tái đắc cử là Tỉnh ủy viên, được bầu vào Ban Ban Thường vụ Tỉnh ủy. Đến ngày 29 tháng 12 cùng năm, ông được phân về huyện Kim Sơn, nhậm chức Bí thư Huyện ủy, đồng thời được bầu làm Chủ tịch Hội đồng nhân dân huyện. Đầu năm 2021, ông được Tỉnh ủy giới thiệu ứng cử đại biểu quốc hội từ Ninh Bình ở đơn vị bầu cử số 2 gồm thành phố Tam Điệp, huyện Kim Sơn, Yên Khánh, Yên Mô, rồi trúng cử với tỷ lệ 95,50%. Tháng 5 năm 2023, ông được điều về Tỉnh ủy, nhậm chức Chủ nhiệm Ủy ban Kiểm tra Tỉnh ủy Ninh Bình.